# طوارئ الأسنان
طوارئ الأسنان هو مصطلح واسع من أحد أنواع الطوارئ الطبية، التي تتضمن الأسنان والأنسجة الداعمة لها، وذو أهميه عاليه في العلاج من قبل الاختصاصين. وحالات طوارئ الأسنان لا تقتصر دائما على الألم. الألم يمكن أن ينشأ من الأسنان والأنسجة المحيطة بها أو يمكن أن يكون الإحساس به منشأه في الأسنان ولكن أن يكون ناتج من قبل مصدر مستقل (ألم فموي وجهي ووجع الأسنان). اعتمادا على نوع الألم يمكن تحديد السبب والعلاج المحتمل له، لأن كل نوع من الأنسجة يعطي رسائل مختلفة في هذه الحالة.
ويمكن أن تتراوح حالات الطوارئ هذه من الالتهابات الفطرية والبكتيرية والفيروسية إلى كسر الأسنان أو ترميم الأسنان. الكسور (رض الأسنان) يمكن أن تحدث في أي مكان على الأسنان أو العظام المحيطة بها، واعتمادا على الموقع ومدى الكسر سوف تختلف خيارات العلاج. الكسور التي تصيب الاسنان تعتبر من حالات طوارئ الأسنان، لأنها تؤثر على الوظائف كالأكل والنطق والهيئة الجمالية وشكل الشخص المصاب، وينبغي أن يعامل جميع حالات الطوارئ الأسنان تحت إشراف أو توجيه مهني من أجل الحفاظ على الأسنان لأطول فترة ممكنة.

## التعريف
لا يوجد تعريف مقبول على نطاق واسع لما يشكل حالة طوارئ الأسنان، على النقيض من ذلك، غالبا ما يتم تعريف حالات الطوارئ الطبية على نحو أدق، حيث تعرض تهديدا مباشرا على حياة الأشخاص والأطراف، والرؤية أو الصحة على المدى الطويل. حيث تعرف بعض حالات طوارئ الأسنان من جانب قدرة الأفراد على تلقي المعالجة في الحالات الطارئة في أي وقت خلال فترة قصيرة،:702 غالبا ما تكون هناك آراء متباينة بين الأطباء والمرضى على ما يشكل حالة طوارئ الأسنان. فعلى سبيل المثال عندما يفقد الشخص حشوه أو جسر تجميل الأسنان مع عدم وجود الألم، الا انه يعتبرها حاله طارئة خوفا على المظهر الجمالي أو خوفاُ من أن تسبب له الحرج الاجتماعي.

## آلام الأسنان

### ما هو الألم؟
إحساس غير مستحب ناتج من تلف ودمار للأنسجة، وهو ما يقود المريض للبحث عن العلاج لتخفيف الم الأسنان، ونتيجة لمرض معين أو ظروف أخرى ينتج هذا الإحساس با الألم.

### الألم سني النشأ
الألم الذي يصاحب الأسنان والذي يتمركز حدوثه في اللب السني والجذري للأنسجة، والجدول التالي يوضح ذلك:
| تصنيف حالات اللب السني      | المميزات |
| --------------------------- | --- |
| العصب السليم                | - دون وجود أي أعراض، واستجابة متوسطه للمؤثرات الخارجية كالحرارة، ولا يصاحبه أي التهاب في النسيج، وربما يزيد من حساسية الأسنان                                                                                   |
| التهاب العصب السني العكسي   | - يستجيب للمؤثرات الخارجية كالحرارة والبرودة والعرق واللمس، ويصاحبه ألم حاد معتدل لمدة قصيرة، وهو متمركز ويصاحبه الم ليلي غير تلقائي، تشريحيا يظهر العصب سطحيا من المنطقة الملتهبة.                             |
| التهاب العصب السني اللاعكسي | - يستجيب للمؤثرات الخارجية كالحرارة والبرودة، ويظهر في المنطقة المكشوفة من الضرس، ويصاحبه ألم حاد شديد بشكل مستمر، تشريحيا يظهر العصب الحيوي باستجابة التهابيه شديدة، متمركز بشكل ضعيف، ويصاحبه الم ليلي تلقائي |
| نخر في العصب                | - يكون العصب مكشوف إلى البيئة الفموية، غالبا لا توجد أعراض حقيقية لان العصب الحسي يكون مدمر، تشريحيا العصب غير حيوي وعادة يكون مخترق بالبكتيريا.                                                                |
| البلى الحيوي للعصب          | - ظاهره تحدث في الأسنان متعددة الجذور، في الأجزاء المصابة بالالتهاب اللاعكسي والأجزاء الأخرى الميتة. |

#### الألم المحيط بجذر السن
الألم الجذري بمكن أن يكون مصدره اللب (العصب السني), وهو الأكثر شيوعا بسبب أمراض اللب التي تمتد إلى الأنسجة الجذرية، ويمكن أن يكون مصدره أمراض اللثة. والتهاب دواعم السن هو مصطلح يستخدم لوصف التهاب حاد في رباط اللثة المحيطة بالسن، ويمكن أن يكون سببه التهاب العصب السني اللاعكسي الشديد، والسموم البكتيرية الناتجة عن النخر في اللب أو يمكن أن يكون بسبب عملية الترميم غير الكاملة للسن. وهنالك شكلان للالتهاب حاد ومزمن 
والحاد منها يتضمن الم متوسط إلى حاد وبالعادة ينتج عن اللمس لمكان الإصابة ويمكن أن يكون تلقائيا. أما الالتهاب المزمن فيكون بدون أعراض أو عند تهيج الأنسجة المحيطة به.
الخراج القمي هو مصطلح يستخدم لوصف امتدادا الالتهاب لدواعم السن حيث تخرج السموم البكتيرية للأنسجة الجذرية المحيطة، وتسبب في تحفيز الاستجابة الالتهابية الحادة، هناك أيضا شكل حاد ومزمن في هذه الحالة. ويمكن للخراج القمي الحاد أن يسبب تورم في الوجه ويمكن أن يسبب أعراض جهازيه أخرى مثل ارتفاع درجة الحرارة والشعور بالضيق. وفي بعض الحالات يمكن أن يكون هذا الالتهاب مهدد لحياة الإنسان إذا امتد الالتهاب إلى مجرى الهواء. هذا هو ما يسمى الذبحة الصدرية.
الخراج القمي المزمن يمكن أن يكون بلا أعراض ويتم التخلص من مخرجات الالتهاب التي تسبب ضغط عن طريق المسالك الأنفية، مما يؤدي إلى التهاب جيوب الأنفية الذي يكتشف سريريا. وخراج اللثة يؤثر في الأنسجة اللثوية المحيطة. وهو ناتج عن بكتيريا موجودة مسبقا ويظهر بعد المعالجة السنية وتقرح اللثة بسببها. وينتج عنه الم حاد إما أن يكون تلقائيا أو بسبب محفز كالضغط عليها.
ومن المهم أن ندرك أن الخراج القمي عادة ما يخرج من الجيوب اللثوية وهو ما يعطي تفسيرا خاطئاً وحتى من قمة السن وهذا تفسير خاطئ أيضا فيجب ملاحظة السن بأكمله.

### الألم غير سني المنشأ
آلام غير مرتبطة بالأسنان لكن تتضمن الأنسجة الفموية الوجهيه. وهذه الآلام من الصعب تشخيصها وهي متدرجة في خطورتها. أي التهاب في الجيوب الفكية ناتج من عدوى بكتيرية مثلا، يؤدي إلى الم وجهي، وبالتالي يؤدي إلى الإحساس بالألم في الأسنان، وهو مؤلم جدا يسبب ضعف عام.
متلازمة المفصل الصدغي الفكي(TMD) هو مصطلح يشير إلى الاضطرابات والأمراض التي تؤثر على هذا المفصل، والعضلات المضغية والأجزاء المحيطة بهذا المفصل. الشكوى الشائعة من المريض هي وجود الم في العضلات حول الفم، وصداع وصعوبة في تحريك الفك وتشنج وألم في الأذن، ويمكن لهذا الألم أن يكون مصدره عصبي عضلي كآلام الرقبة، ويؤثر تأثيرا مباشرا على الوجه والرقبة.
ويمكن أن ينتج الألم من اعتلال عصبي في الأعصاب التي تغذي الأسنان، ويمكن أن يكون سببه أورام والتهابات في المنطقة الوجهيه الفموية كسرطان الخلايا الحرشفية الذي يحدث في الغشاء المخاطي للفم.

### الأسباب
- التهاب اللب
- خراج دواعم السن
- التهاب اللثة التقرحي الناخر[6]
- الإصابة بـ كيسة مكونات السن
- رضح الأسنان,[7] خصوصا القلع.[8]
- رضح الأسنان الضغطي [9] والألم السني الطيراني.[10] عجز مفاجئ لغواص في رياضة الغوص العميق أو قائد طائرة بسبب كسر في الأسنان يحفزه الضغط البارومتري أو ألم في الأسنان؛ وهو ما قد يهدد حياة الفرد أو ركاب الطائرة.[11]
- ألم العصب ثلاثي التوائم[12] وغيره من الاعتلالات العصبية مثل العلاج الكيميائى المسمم للخلايا الذي يحفزه الاعتلال العصبي[13]
- ضيق تنفس لودفيغ
- الاضطراب الصدغي الفكي

## صدمات الأسنان
تعود إلى إصابه الأنسجة الصلبة والناعمة في التجويف الفمي والوجهي. ويتضمن الأسنان والأنسجة المحيطة واللسان والشفة والخدود، يمكن أن تحدث مع أي شخص بأي عمر، إلا أنها شائعة عند الأطفال بين أعمار (8-12). يتم تشخيصه من خلال الأسنان حيث تبدو أكثر طولا وتخرج من الفم.
وهذه قائمه ببعض الصدمات السنيه التي تؤثر على أسطح الأسنان واللثة.

### إصابات للأنسجة السنيه الصلبة ولب الأسنان:[2]
|                            | الوصف                                                                                                  | الحالة سريريا | علاج | الأسنان اللبنية                                                                                       |
| -------------------------- | --- | --- | --- | --- |
| تشقق التاج السني           | تصدع غير مكتمل محدود، مع عدم فقدان تركيب الأسنان.                                                      | تشقق مرئي وغير متحرك، يظهر بشكل طبيعي في التصوير الإشعاعي، نتيجة موجبه في فحص اختبار حيوية السن.                                     | لا يحتاج إلى علاج ومتابعه إذ لم يتعلق بإصابه الأسنان. | لا تحتاج إلى علاج.                                                                                    |
| تشقق طبقه الميناء          | فقدان الطبقه المغطية للأسنان                                                                           | فقدان طبقه الميناء، غير متحرك، نتيجة موجبه في فحص اختبار حيوية السن                                                                  | تنعيم الحواف، استعادة الأسنان أو إرفاق الأجزاء المتبقية من السن، يعتمد ذلك على طبيعة الكسر | استعادة أو تنعيم الأسنان، متابعه لمده 4-6 أشهر حتى عمل التقشير.                                       |
| كسور في التاج السني والجذر | يتضمن الأسنان (العاج والملاط), ولا يشترط أن يكون مرتبط بالعصب السني.                                   | قابل للحركة، نتيجة اختبار حيوية السن موجبه، الإحساس بألم عند المضغ، وحساسيه اتجاه حرارة الهواء، ويمكن رؤية الكسر عن طريق صور الأشعه. | هناك عدة خيارات للعلاج وتعتمد على الحالة الموجودة، العلاج الأولي إذا كانت أجزاء من السن موجودة نقوم بترسيخها وتقويتها، أما إذا فقدت بالكامل نفوم بإعادة بنائها فوق اللثة، وتراقب الأسنان لمدة 3, 6, 12 شهر إلى سنتين مع صور الأشعه. | استخراج الأسنان ومراقبه احتمال حدوث تلف الأسنان الدائمة.                                              |
| كسر في جذور السن           | كسر ينطوي على العاج والعصب مع انحراف في الجزء الإكليلي من الجذر، أما الجزء العلوي من العصب يبقى حيويا. | قد يكون الجزء الإكليلي من الجذر متحرك، أو منحرف ونتيجة اختبار الحيوية سلبي، ويمكن رؤية هذا الكسر عبر صور الأشعة السينية.             | استخدام جبيرة لمده 4 أشهر لتثبيت الكسر ومعالجه قناة الجذر، واستخدام التحليل السريري والإشعاعي بعد 8 أسابيع، 4, 6, 12 شهر، وسنويا كل 5 سنوات.                                                                                        | استخراج الأسنان ومراقبه احتمال حدوث التلف في الأسنان الدائمة.                                         |
| كسر التاج السني غير المعقد | الكسر في طبقة الميناء، دون تضمن العاج، مع عدم وجود اضطراب في العصب السني.                              | خسارة مرئية في طبقه الميناء والعاج، مع وجود حركه طبيعيه، نتيجة اختبار الحيوية موجبه.                                                 | تثبيت أجزاء الأسنان أو استعادتها، يحتاج 6- 8 أسابيع إلى سنه. | تنعيم الحواف الناعمة، أو استعاده الأسنان. استخدام صور الأشعة بعد 6-8 أسابيع ورصد الأسنان بعد التقشير. |
| كسر التاج السني المعقد     | الكسر يكون في طبقه الميناء، والعاج والعصب السني.                                                       | فقدان طبقه الميناء والعاج مع تأثيرها على العصب السني، مع وجود حركه طبيعيه، وتزيد من حساسية العصب.                                    | تغطيه العصب السني، وبتر اللب الجزئي أو التاجي إذا ما ظلت الجذور متشكلة، أو معالجة قناة الجذر ومتابعه المريض كل 3 أشهر وبعد ذلك متابعته سنويا.                                                                                       | استخراج الأسنان أو علاج العصب مع مراقبه الأعراض والعلامات الناتجة عن الكسر.                           |

### الإصابات التي تنطوي على أنسجة اللثة[2]
|                   | الوصف | الحالة سريريا                                                                                           | علاج الأسنان الدائمة | علاج الأسنان اللبنية                                                                                             |
| ----------------- | --- | --- | --- | --- |
| الارتجاج (الصدمه) | تحدث إصابه في الهيكل العام للسن مع عدم وجود إزاحه في الأسنان. | لا توجد إزاحه ملحوظة في الأسنان، ونتيجة الاختبار الحيوي موجبه.                                          | لا يوجد علاج فوري، ترصد حالة العصب السني لمدة عام كامل. | نفس علاج الأسنان الدائمة.                                                                                        |
| خلع جزئي          | يحدث اصابه في الهيكل العام للسن مع عدم وجود إزاحه في الأسنان. | زيادة في الحركة، لا يوجد إزاحه في الأسنان والإصابة تكون محدودة لتركيب السني، وحدوث شقوق ونزيف في اللثة. | لا يوجد علاج فوري، ترصد حالة العصب السني لمدة عام كامل. | نفس علاج الأسنان الدائمة.                                                                                        |
| بروز (دفع) سني    | إزاحه جزئيه للسن لكنها ليست كبيره، العظم السنخي يبقى سليم لكن اربطة اللثة تنفصل كلياً او جزيئياً.                                                                            | تبدو الأسنان أطول وتزداد حركتها.                                                                        | إعادة الأسنان مرةً أخرى بعد أن يتم تنظيف السطح بمحلول مائي، يتم استخدام جبيرة ومراقبتها بعد إسبوعين للمزيد من العلاج، ويتم معالجة قناة الجذر.                    | استخراج الأسنان ومراقبتها.                                                                                       |
| خلع جانبي (عرضي)  | إزاحه وتشرد الأسنان في وضع أفقي بإتجاه الشفة واللسان، معظم الحالات يكون التاج السني متوجه نحو الحنك، تزداد الحساسية للمس.                                                  | حدوث نزيف وزيادة الحساسية، تظهر الأسنان بالأشعه السينية بشكل أوسع حيث تمدد في الفراغ لرباط اللثة.       | يتم إرجاع السن إلى موضعه الأصلي، وتجبيره لمده 4 أسابيع. | إذا التاج السني أزيح نحو الحنك فهذا لا يحتاج إلى علاج، أما إذا أزيحت قمم الأسنان نحو الحنك فيتم استخراج الأسنان. |
| خلع إجباري        | إزاحه الأسنان في العظم السنخي، مما يسبب كسر في هذا العظم، وهي من أكثر الإصابات التي تدمر الأسنان والأنسجه الداعمة لها، وتسبب نخر للأسنان، و100% يكون التاج السني غير مرئي. | إزاحة الأسنان في العظم السنخي، في الأشعة السينية لا تظهر اربطة اللثة.                                   | تعتمد على درجه الإزاحه للسن، حيث يؤدي إلى تدمير تلقائي للسن، ويمكن استخدام تقويم الأسنان واستخدام الجراحة لتغيير موضع السن، ويتم علاج قناة الجذر بعد 12 أسبوعا. | يتم استخراج الأسنان إذا كانت قمة الأسنان في تطور إلى جرثومة السن.                                                |
| قلع السن          | إزاحه تامة للأسنان، ويمكن أن يحدث جفاف في رباط اللثة | لا تكون الأسنان موجودة في تجاويفها.                                                                     | تعتمد على نضج السن، وكيفيه الاحتفاظ بالأسنان في ظروف محببة، ويتم زراعة الأسنان فيما بعد.                                                                        | لا يتم زراعة الأسنان لتجنب تطورها لجرثومة السن.                                                                  |

## الطوارئ المتعلقة بحشوة الأسنان

### فقدان أو كسر الحشوة
إن كسر وفقدان الحشوة أمر شائع، إذ يشعر المصاب بالأم وعدم الارتياح بسبب الحواف الخشنة، وغير المخاوف المتعلقه بالنواحي الجمالية، خاصه إذا كانت المنطقة مرئية، فيجب على المصاب أن لا يعرض المنطقة المصابة بالضغط من قبل اللسان. أحيانا يتسبب فقدان حشوه الأسنان إلى تهييج جانب الخد والذي قد يؤدي بدوره إلى قرحة .
يعود فشل حشوات الأسنان إلى عدة عوامل ومنها تسوس الأسنان أو الصدمات الطبيعية الناتجه عن عملية المضغ. حيث يقدر عمر معظم الحشوات من10 إلى 15سنه، أما حشوات الذهب والسيراميك لها عمر أطول قد يصل إلى عشرين عاما. خلال مرحلة الطوارئ يحتاج طبيب الأسنان عدة صور أشعه لتقييم التسوس وفقدان العظم، ويقوم كذلك بالفحص السريري إلى أن يتوصل إلى كيفية لعلاج الحالة الموجودة إما بإعادة حشو الأسنان أو استخراج وقلع السن، وكذلك يفعل على قناة الجذر. وتشخيص الأسنان يتضمن حيوية السن وقدرته على رجوعه لوضعه الطبيعي .
*الصدوع، والكسور والحركة 
الكسور وتصدع الأسنان (تشققها) جميعها مرتبطة بالألم، وأعراض كسور الأسنان نفسها أعراض التصدع، إذ يعرف تصدع الأسنان بأنه تشقق جزئي لطبقة الميناء والعاج، وأسباب تصدع الأسنان ناجمة عن تطبيق قوة مفرطة على الأسنان السليمة، أو تأثير قوة فسيولوجية على الأسنان الطبيعية، والأسنان الأكثر عرضه لمثل هذه الحالة الأضراس وتليها الضواحك العلوية، وهي شائعة في الفئة العمرية (30-60) سنه. ويتم تشخيص هذه الحالات بصعوبة، إذ يلجأ الطبيب إلى تشخيص الأعراض وصور الأشعة، وتكون معظم الأعراض بزيادة الحساسية للبرودة والشعور بألم حاد عند المضغ، وهذه الأعراض تختلف باختلاف الأشخاص مع مراعاة عمق واتجاه الصدع(التشقق).

### كسر تاج السن
التيجان يمكن أن تتعرض للكسر، والتسوس الثانوي، وضعف الملاط وتتأثر بقوة الإطباق المفرطة .
وتشمل الآثار المترتبة على هذا الأمر أن تصبح التيجان ضعيفة وفضفاضة مما يسبب خطر أثر سهولة ابتلاعها. ويتم أخذ إجراء سريع بخصوص هذه الحالة كاستبدال التاج، اعتماداً على التقييم الذي أجراه طبيب الأسنان، وتشمل العوامل التي تؤخذ بعين الاعتبار عند اتخاذ هذا القرار قوة التاج وقوات الإطباق، فإن فحص الإطباق بشكل شامل هو أمر بالغ الأهمية، وكذلك النظر في قوة الملاط، وينبغي النظر في بديل قوي من الملاط. ويجب التفقد بعناية لأي تسوس كامن أو كسور. والتفاصيل التي تحتاج إلى تقييم هي اللثة والنقاط المتصلة بها، وينبغي أن تستخدم الملاط القوي كالملاط الراتيني وخاصة في حالات الإطباق الثقيلة. في بعض الحالات يعتبر الإصلاح الفوري غير مناسب، إذ تعتبر البنية الأساسية ناقصة بسبب تسوس أو كسر، فهذا يحتاج إلى معالجة. قد تختلف خطة العلاج مع إضافة علاج قناة الجذر أو اللجوء إلى تاج مؤقت لإعادة بناء تاج سني جديد وقوي.

### البدلة السنية المكسورة
كسر يمكن أن ينطوي على أي ضرر قد يصيب الأسنان، وأي نوع من إصلاح الأسنان الأقل مثالية، ونسبة الكسر لطقم أسنان هي 1 : 3 نسبة من الأعلى إلى الأسفل.السبب الأكثر شيوعا للكسر في الأسنان هو السقوط العرضي للأسنان في حالة انخفاضها، وتركيبها غير المستقر وعدم استقرار الأسنان العلوية.
- تقنيات لمنع حدوث الكسر بالأسنان

1. استخدام حوض من الماء، لمنع كسر اللأسنان إذا سقطت على سطح صلب.
2. لا تستخدم أي منظفات ومساحيق لتنظيف الأسنان كمعظم معاجين الأسنان العادية، فهي تنتج خدوش على سطح الأسنان.
3. تجنب الغسل المفرط فقد يؤدي إلى تلف الأسنان.
4. تجفيف الأسنان وحفظها في وعاء بلاستيكي.

### كسر وضعف وتخلخل الأسنان المزروعة
نجاح الزراعة مرتفع نسبيا، إذ يصل معدل النجاح ما بين 85-95%, وأكثر الأسباب التي تسبب الفشل هو إصابه الزرع ببكتيريا مثلا، فينصح بشدة زيارة الأخصائي الذي قام بعملية الزراعة. الفشل في وقت متأخر من وقت الزرع عادة ما يسبب فقدان شديد للزرع، يقع معظمها في المناطق الخلفية من الأسنان، وفشل الزرع يمكن أن يكون ناتجاً من الملاط المنحل، التسوس الثانوي، أو قوات الإطباق المفرطه، تحتاج الرعاية المنزلية للفم إلى بقائها عند أعلى مستوى، والتنظيف مرتين في اليوم لمدة دقيقتين مع استخدام معجون الأسنان المفلورة، وتنظيف بين الأسنان مرة واحدة يوميا ً باستخدام الخيط، وفرش بين الأسنان والعصي الخشبية. الزيارات المنتظمة لطبيب الأسنان كل 6 أشهر للحفاظ على صحة اللثة، والفحص بالأشعة للتأكد من عدم وجود هشاشة في العظام ووضع الزرع. هناك حاجة إلى كل ما يلي لإطالة طول العمر للزرع.

## الحالات الطبية والجراحية الحادة عن طريق الفم

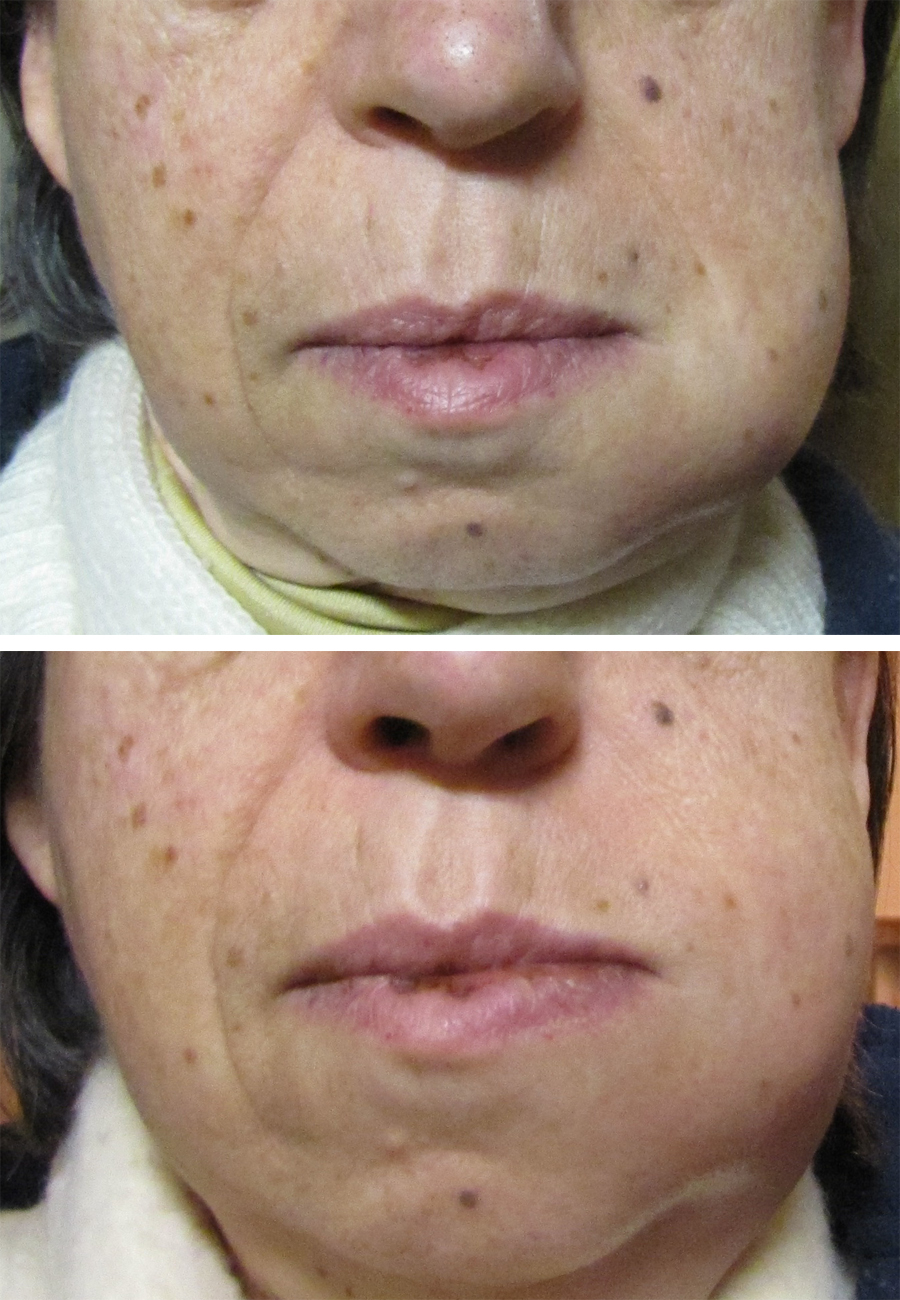
الخراج الذي يتكون من الأسنان, ينتشر إلى الفراغ الشدقي,مما يسبب تشوه الخد في المنطقة العلوية في اليوم الثاني, وتشوه أدناه في اليوم الثالث.

يمكن تعريف الحالات الحادة بأنه اضطراب يأتي فجأة، وعادة يفتقد لبعض الأعراض، ولكن مع وجود درجة من الشدة التي تسبب اضطراب كبير لدى المريض.
أنواع الحالات الحادة

### تورم فموي وجهي
هو توسع غير طبيعي عابر لجزء من الجسم أو منطقة معينه، لا ينتج عن تكاثر الخلايا ولكن عن طريق تراكم السوائل في الأنسجة. يمكن أن يحدث في جميع أنحاء الجسم (المعمم)، أو جزء أو جهاز معين. التورم قد ينشأ داخل الفم أو خارجه في جميع أنحاء الوجه، والفكين والرقبة ويمكن أن يكون سببه الصدمة (ورم دموي، وتورم بسبب كسر، خلع في المفصل الفكي الصدغي)، والعدوى أو الالتهابات. يمكن أن يحدث تورم في اللثة، الحنك والشفتين، وما يمكن أن يحدث بسبب مشاكل في اللثة، والعدوى، الخراج، الحساسية (صدمة الحساسية)، وورم الغدة اللعابية، وكذلك التهاب أو انسداد الغدد اللعابية.

### التهاب النسيج الخلوي
عدوى بكتيرية في المنطقة الفمويه -الوجهية- يمكن أن يؤدي إلى الخراج والتورم. الانتشار السريع لهذا المرض من خلال النسيج الضام، وغالبا ما يشار اليها على أنها التهاب النسيج الخلوي. الأعراض السريرية لالتهاب النسيج الخلوي مؤلمة، منتشره، وتسبب التورم، وتؤثر على الجلد اذ يصبح لونه أحمر، وعادةً ما يكون هناك ضزز مرتبط بها كتأثيره على عنق الرحم واعتلال العقد المفية، والشعور بالضيق والحمى. التهاب النسيج الخلوي عادةً ما يتطور بسرعة، على مدى ساعة، ويمكن أن يتبع عدوى الأسنان، إذ تنتشر العدوى من الفم والبلعوم مسافات عبر مجرى الهواء، في البداية يجد المريض صعوبة في بلع الريق. هذه العلامة تشير إلى الحاجة لإدارة وعلاج، وخراجات الأسنان الموضعية قد تكون العلاج المناسب داخل الفم عن طريق قلع الأسنان، وفتح قنوات الجذور. حيثما هناك مؤشرات على انتشار العدوى العنقيه الوجهيه، فإن الحالة تحتاج إلى إداره سليمه وعلاج فوري.

### التهاب حول التاج
ويعرف التهاب حول التاج كالتهاب الأنسجة الرخوة المحيطة بتاج الأسنان. وتكون أعراضه حادة متمثله بألم شديد، وغالبا ما يشار إلى المناطق المجاورة، مما تسبب فقدان النوم، وتورم في الأنسجة المحيطة بالتاج، وتصريف القيح، ضزز، تضخم العقد اللمفية في المنطقة، وألم في البلع، وحمى، وفي بعض الحالات انتشار العدوى إلى مساحات الأنسجة المجاورة. وقد يؤدي إلى ظهور تقرحات واضطرابات في الغشاء المخاطي للفم مما يسبب انزعاج فموي وجهي من جانب الوظيفة الحسية أو الحركية.

### تشنج الفك (ضزز)
يمكن تعريفه بأنه عدم القدرة على فتح الفم نتيجة لتشنج العضلات، ولكن كثيرا ما يستخدم هذا المصطلح لوصف الحركة المحدودة في الفك بأي سبب، وعادة ما يشير إلى الحد المؤقت للحركة. ويمكن أن يحدث الضزز نتيجة لاضطراب المفصل الصدغي المشترك، والعدوى، وعلاج السرطان، والتهاب المفاصل، والمضاعفات الناتجة عن الفك وكسر .

### النزيف
يحدث في المنطقة الفمويه - الوجهيه - من تلقاء نفسه، وخاصة في أنسجة اللثة نتيجة لخلل مكونات الدم مثل اللوكيميا، والسبب الأكثر شيوعا هو الاستجابة لصدمة أو نزيف بعد عملية خلع الأسنان.

### الألم من بعد استخراج السن والعدوى
بعد قلع الأسنان، إذا تشكل تجلط الدم بشكل كاف في مكان ما، هذا يشير إلى عدوى مؤلمة قد تتطور إلى (السنخ الجاف). ويتميز برائحة عفنة وألم شديد قد يصل إلى الأذن والرقبة، يعتبر الألم من الأعراض الأكثر أهمية من السنخ الجاف.
وأعراض أخرى مثل الصداع، والأرق، والدوخة، وللعلاج يتم عن طريق وقف التدخين، وإيقاف الصدمة، واستخدام العلاج الإشعاعي والعلاج البايفوسفونيت.

### تورم بعد العملية الجراحية
تورم ناتج من التهاب خفيف قد يتبع قلع الأسنان، ولكن غير عادي، ووجود التورم عادة يشير إلى الإصابة بعد العملية الجراحية أو وجود ورم دموي . لعلاج هذه الإصابة قد تتطلب استخدام المضادات الحيوية.

## المسكنات
زيت القرنفل الذي يحتوي على اليوجينول، قد يستخدم لعلاج ألم الأسنان؛ حيث توضع نقطة بقطعة قطنية كـ مسكن. بعد خلع ضرس العقل، على سبيل المثال، فهناك حالة تعرف باسم التجويف الجاف قد تسوء حالتها بشكل أكبر حيث تكون النهايات العصبية معرضة للهواء. قد توضع قطعة شاش أو قطن معقم مغموس في زيت القرنفل داخل التجويف بعد تنظيف دقيق بـ محلول ملحي لتخفيف هذا النوع من الألم.
متاح دون وصفة أنواع البنج الموضعيالتي تحتوي على مادة فعالة مثل بنزوكاين أو كولاين أو ساليسيلات يمكن وضعه مباشرة على اللثة لتخفيف التحسس.
المسكنات مثل الأسبرين أو الباراسيتامول (أسيتامينوفين) وإيبوبروفين كلها شائعة الاستخدام أما الأسبرين وإيبوبروفين فيتميزان بأنهما مضاد الالتهاب. وكثيرًا ما يستخدم الثلج و/أو الحرارة أيضًا. ربما يصف طبيب الأسنان مضاد التهابسترويد قشري مثل الديكساميث لتخفيف آلام ما قبل العلاج.

## العلاج
والعلاج متعلق بسبب، على سبيل المثال، زيت القرنفل الذي يحتوي على الأوجينول، ويمكن أن يستخدم لعلاج آلام الأسنان. وبعد استخراج ضرس العقل، على سبيل المثال، تستخدم قطعة من الشاش المعقم أو القطن المنقوعة في زيت القرنفل يمكن وضعها في المنطقة بعد تنظيف دقيق مع المياه المالحة لتخفيف هذا النوع من الألم. 
المسكنات الموضعية التي تحتوي على المكونات النشطة مثل البنزوكائين أو الساليسيلات الكولين، حيث يمكن تطبيق أكثر من وصفة طبية مباشرة على اللثة من أجل إماتة الإحساس بالألم.
المسكنات مثل الأسبرين، الباراسيتامول (اسيتامينوفين) والإيبوبروفين كما يشيع استخدامها، الأسبرين والإيبوبروفين الحصول على فوائد إضافية من كونها مضادة للالتهابات.

## وصلات خارجية
- Colgate on dental emergencies